# Peinture sur soie

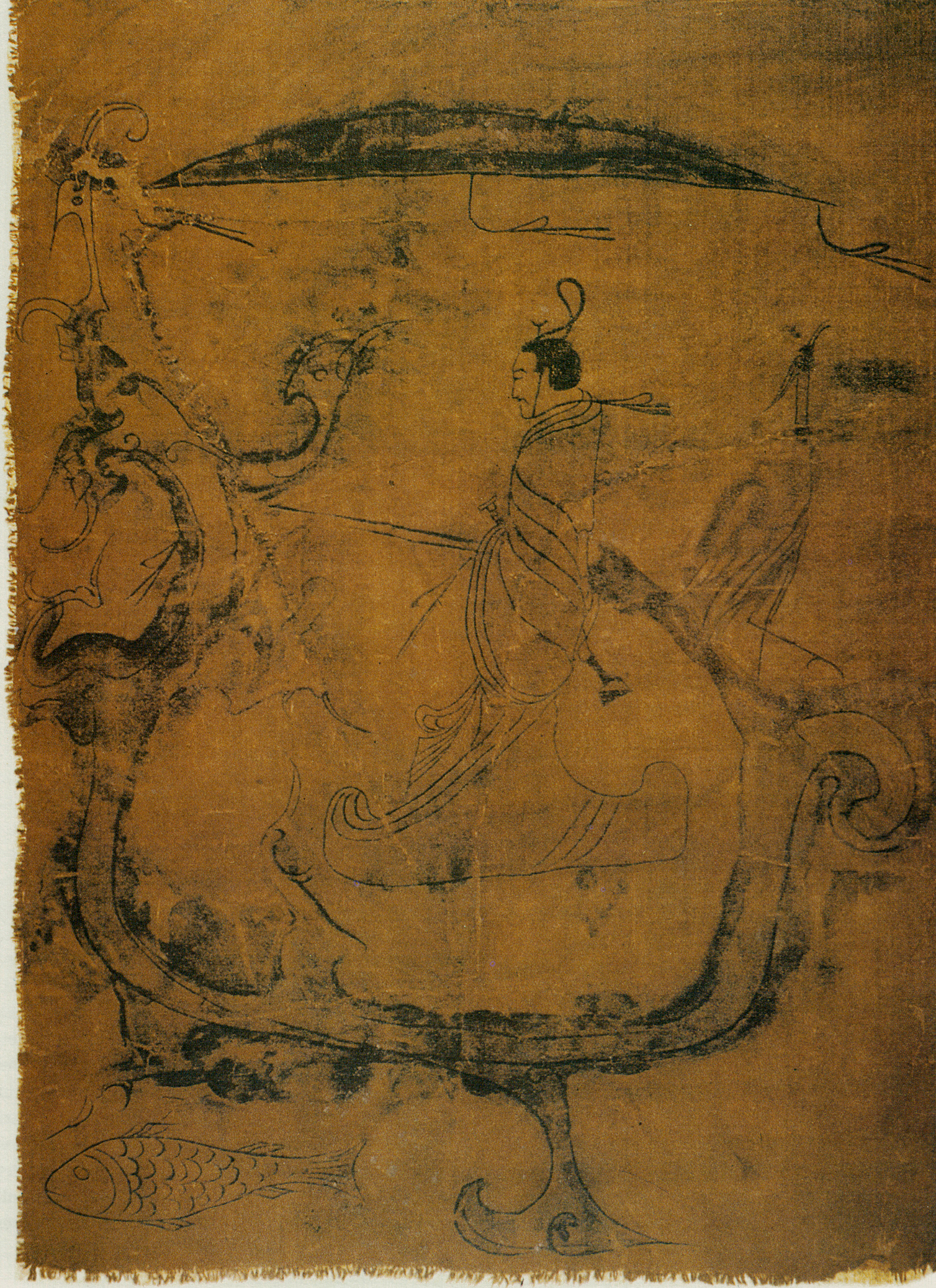
Gentilhomme chevauchant un dragon. Encre sur soie. Hunan. IIIe siècle av. n.è. (Période des Royaumes combattants), 37,5 × 28 cm. Musée provincial du Hunanl

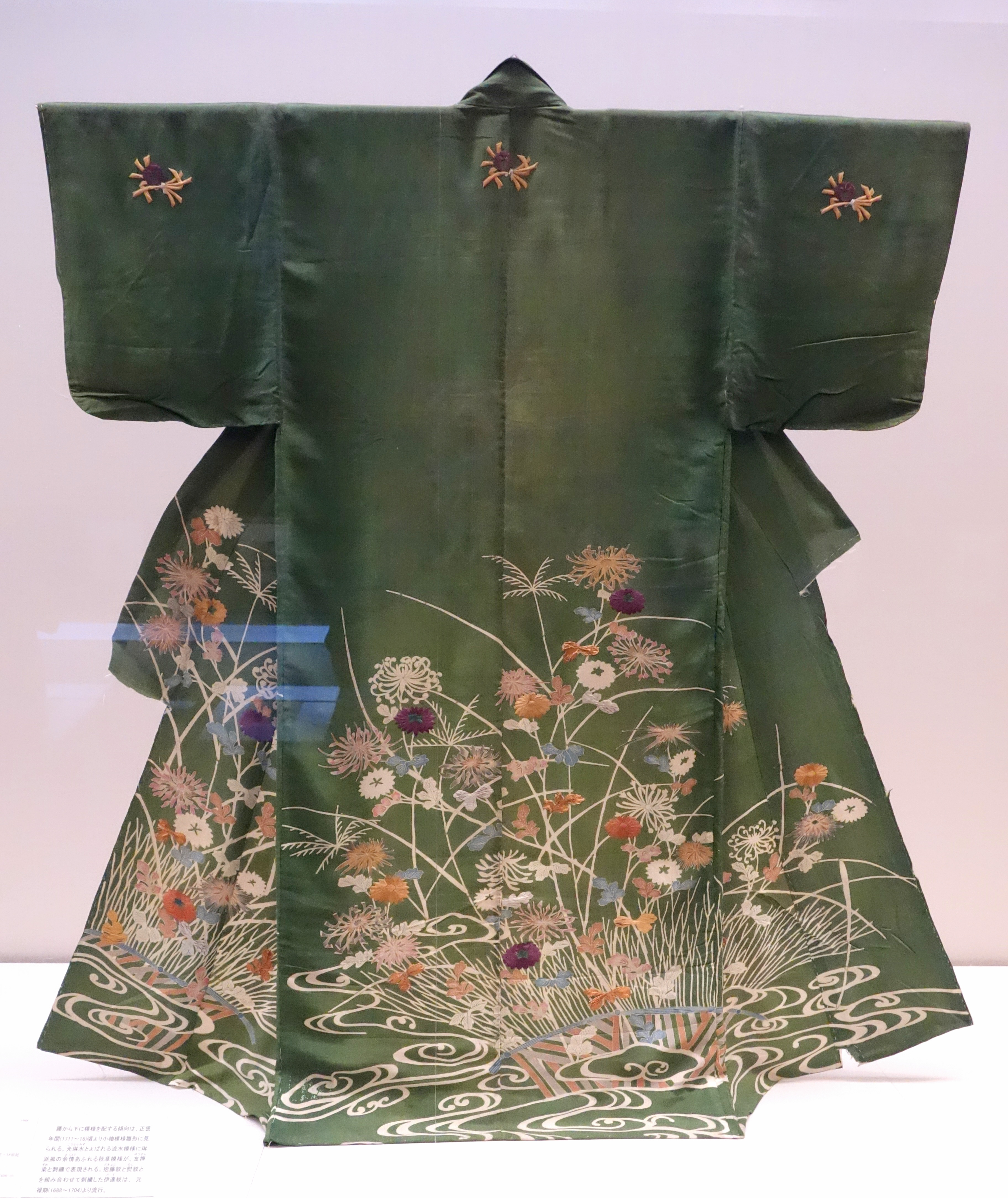
Kosode. Soie à décor yuzen. Fleurs, graminées d'automne et broussailles dans l'eau. Crêpe de soie (chirimen). Musée national de Tokyo.

La peinture sur soie (chinois simplifié : 帛画 ; chinois traditionnel : 帛畫 ; pinyin : bóhuà) est, à l'origine, une technique antique de la peinture chinoise consistant à peindre sur de la soie. Mais cette pratique s'est renouvelée au fil du temps, en Chine et au Japon, entre autres.

## Histoire
La plus ancienne pièce connue à ce jour est une pièce représentant un magicien domptant un dragon chinois, découvert dans la province du Hunan, près de Changsha et datant de la période des Royaumes combattants (Ve siècle avant notre ère — -221). L'encre de Chine a permis de tracer le personnage dans son espace, comme une calligraphie. La peinture chinoise dépend des supports sur laquelle elle intervient. Traditionnellement elle pouvait autant couvrir des espaces architecturaux, des murs, des pièces de bois ou des panneaux de bois que des rouleaux de soie. Les peintures sur soie se sont mieux conservées dans leurs étuis. À l'époque Tang, l'essentiel de cette peinture sur soie était d'abord réalisée à l'encre, puis colorée avec des couleurs assez semblables à notre gouache. Les lettrés ont développé, surtout à partir de la dynastie Song, une peinture presque exclusivement ou entièrement à l'encre, sur soie. Ensuite l'usage du papier s'est répandu au sein de cette peinture de lettrés, car elle était bien moins onéreuse. L'usage de la soie a été longtemps réservé à des peintures d'un certain prix. La peinture chinoise d'exportation, au XIXe siècle, a privilégié la soie qui correspondait bien mieux que le papier au goût des occidentaux. D'autre part les rouleaux de peinture sur soie n'étant pas accrochés au mur, qu'exceptionnellement dans une réunion de personnes choisies, les occidentaux ont été très peu en relation directe avec des originaux de grande valeur. Aussi l'essentiel de la peinture chinoise, sur soie et sur d'autres supports, est encore actuellement en Chine.
Au Japon au XVIIe siècle la technique de teinture employée pour décorer les kosode (ancêtres du kimono est le yūzen, technique perfectionnée par Miyazaki Yûzensai (1654-1736) de Kyoto. On appelle ce procédé le yūzen, en hommage à son inventeur. Elle repose sur la possibilité d'effectuer une peinture sur soie, le pinceau traçant "à la colle" (une colle de riz) les limites des zones à colorer sur le dessin. la couleur peut être appliquée au pinceau ou par immersion du textile. Les tracés sont maintenus "en réserve", de la couleur blanche du tissu après lavage de la colle. Les teintures de couleur ayant été fixées, séchées, auparavant. Ce procédé permet d'obtenir des résultats proches de la peinture, comme l'estompage (bokashi) de deux tonalités voisines. Ces décors sont agrémentés de broderies de fils d'or et de soie teintée. « Le tissu le plus approprié est un crêpe de soie (chirimen) à la texture plus fine que le rinzu (en) , mais la soie pleine et fine (hiraginu), le ramie (asa, mais ce n'est pas une soie), sont aussi utilisés. »

### Peinture chinoise (soie et autres supports)
- Emmanuelle Lesbre et Liu Jianlong, La peinture chinoise, Paris, Hazan, 2004, 480 p. (ISBN 2-85025-922-5) Ce gros ouvrage traite des deux courants de la peinture chinoise : la peinture de professionnels et la peinture de lettrés en fonction des sujets : peinture de portrait, religieuse, ... de paysage, etc.
- Yang Xin, Richard M. Barnhart, Nie Chongzheng, James Cahill, Lang Shaojun, Wu Hung (trad. Nadine Perront), Trois mille ans de peinture chinoise, Éditions Philippe Picquier, 2003, 402 p. (ISBN 2-87730-341-1) Première édition, anglaise : 1997.
- Mélanie Moreau (dir.), De couleurs et d'encre : œuvres restaurées des musées d'art et d'histoire de La Rochelle, Montreuil, Gourcuff Gradenigo, 2015, 119 p. (ISBN 978-2-35340-233-5 et 2-353-40233-X)
- Chen Kelun, Helen Loveday, Wang Fei, Marie Wyss, Ambroise Fontanet et Georges Goomaghtigh, À l'ombre des pins. Chefs-d'œuvre d'art chinois du Musée de Shanghai. : Galeries Nationales du Grand Palais, Paris/Genève, Somogy édition d'art, Musée d'Art et d'histoire, 2004 (ISBN 2-85056-781-7 et 2-830-60222-6)

### Art japonais
- Christine Schimizu, L'Art japonais, Paris, Flammarion, coll. « Vieux Fonds Art », 1998, 495 p., 28 x 24 x 3 cm env. (ISBN 2-08-012251-7), p. 425, et Christine Schimizu, L'Art japonais, Flammarion, coll. « Tout l'art, Histoire », 2001, 448 p., 21 x 18 x 2 cm env. (ISBN 2-08-013701-8), p. 313